# Haim Katz
Haim Katz (em língua hebraica:חיים כץ, nascido a 21 de dezembro de 1947) é um político israelense. Atualmente é um membro do Knesset pelo Likud e comanda o Ministério de Assuntos Sociais e Serviços Sociais.

## Biografia
Katz nasceu em 1947 na Alemanha e imigrou para Israel junto a sua família em 1949. É casado e pai de três filhos.